# حرة الحرة
حرة الحرة أو حرة الشام هي حرة تمتد جنوباً من جبل الدروز في جنوب سوريا عبر شرق الأردن إلى منطقة الجوف في شمال المملكة العربية السعودية، وتُعد أول المحميات فيها.

## في المملكة العربية السعودية
حرة الحرة هي الغطاء البركاني الوحيد داخل النطاق الرسوبي في المملكة العربية السعودية وتبلغ مساحتها داخل الأراضي السعودية قرابة 14,500 كيلو متراً تقريباً وهو ما يمثل ثلث مساحتها الإجمالية، وتحتوي على البازلت في لاباتها والذي يعود إلى عصر الميوسين وعصر البليوسين. أعلى قمة في المنطقة هي قمة جبل لس وارتفاعها 1128 متراً تقريباً.

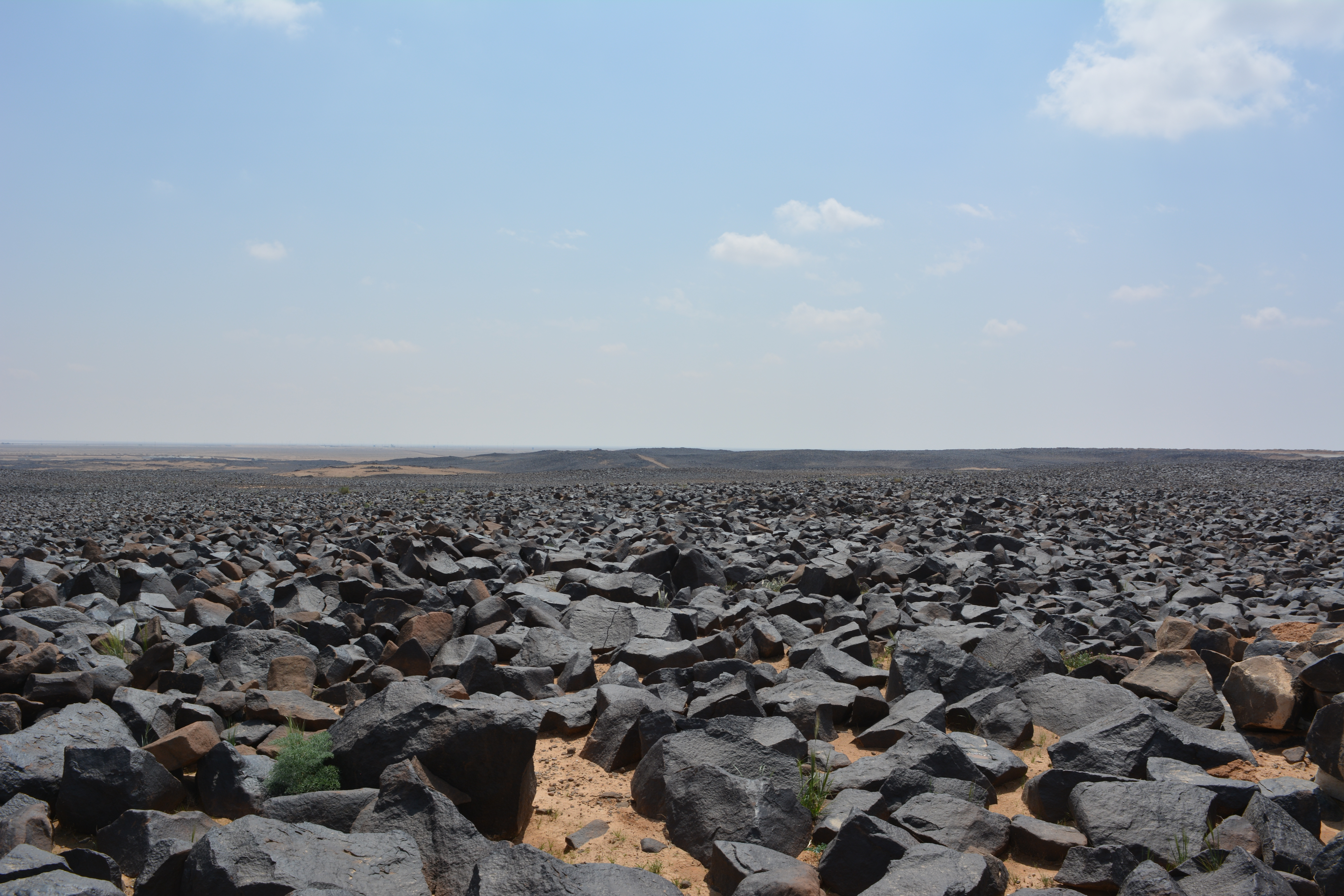
منظر عام لحرة الشام قرب الأزرق في الأردن

## المصدر
- المملكة العربية السعودية: الجيولوجيا والتضاريس: إرسابات الزمنين الثالث والرابع السطحية: الحرات.